# Epidemia dżumy na Malcie (1655)
Epidemia dżumy na Malcie w 1655 – niewielka epidemia dżumy (malt. pesta) na wyspie Malcie, będącej wówczas pod rządami zakonu św. Jana. Ognisko pojawiło się w Kalkarze, a kilka przypadków odnotowano w Żabbar i na terenach miejskich wokół Grand Harbour. Wprowadzono środki restrykcyjne, a wybuch epidemii został powstrzymany po spowodowaniu 20 zgonów.

## Tło
W momencie wybuchu epidemii Malta była rządzona przez Zakon św. Jana. W latach 1592–1593 epidemia dżumy zabiła około 3000 osób na wyspie, a w 1623 mała epidemia spowodowała zgon ok. 40 osób.

## Wybuch choroby

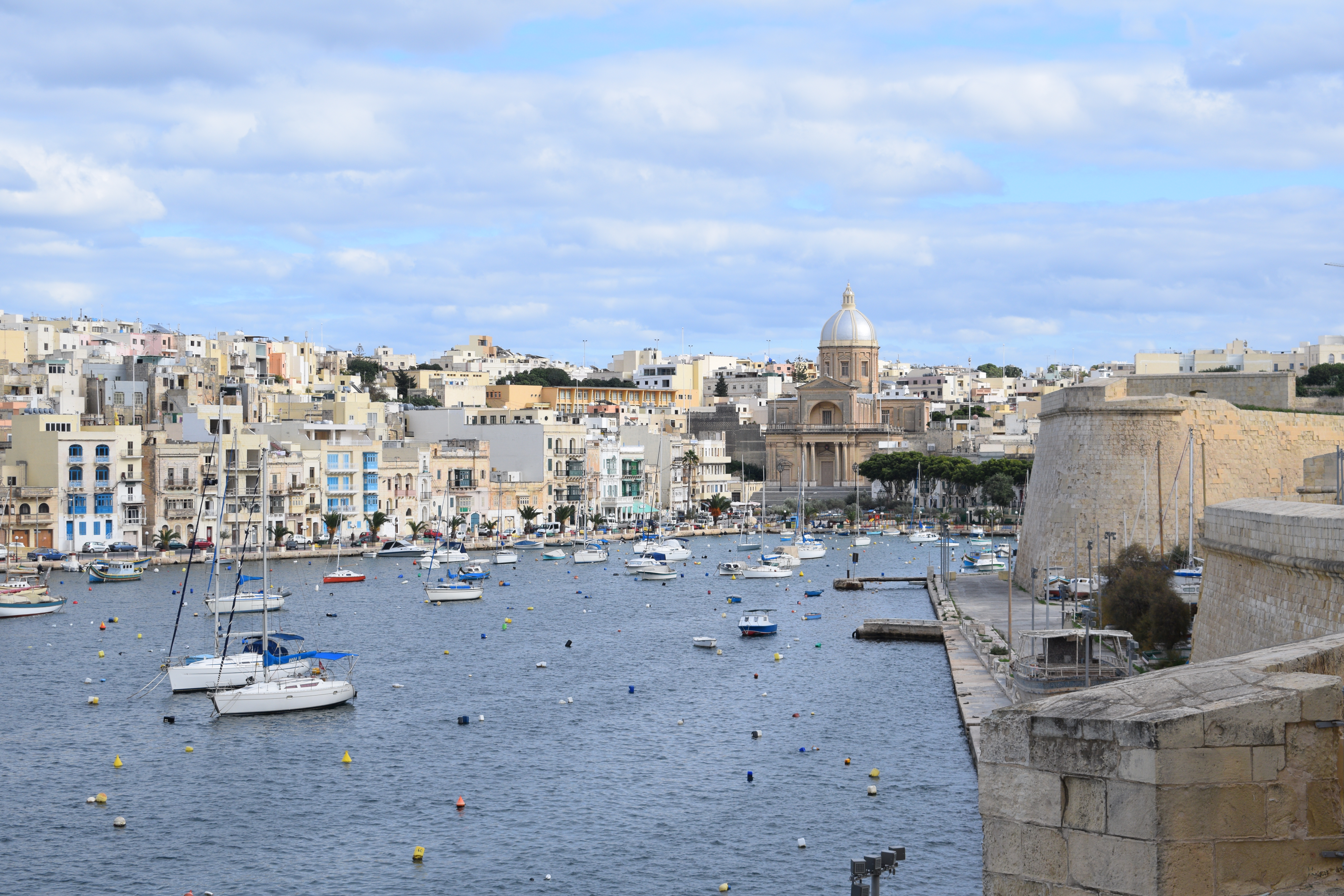
Kalkara Creek i Kalkara – miejscowość, gdzie odnotowano pierwsze przypadki

W 1655 dżuma została przywleczona na Maltę przez statki, które przypłynęły na wyspę ze wschodniej części Morza Śródziemnego. Były zakotwiczone w Kalkara Creek, a chorobę po raz pierwszy wykryto u mężczyzny z wioski Kalkara, który miał z nimi kontakt. Zaraza rozprzestrzeniła się na innych członków tej rodziny w Żabbar (Tully podaje Żejtun), a lekarze zostali poinformowani o prawdopodobieństwie wystąpienia choroby zakaźnej. Kilka przypadków pojawiło się później na obszarach miejskich wokół Grand Harbour: w Valletcie, Birgu, Isli i Bormli.

### Środki ograniczające
Powołano komisję lekarską w celu zbadania, kiedy pojawiło się ognisko choroby; komisja ta stwierdziła, że choroba jest zaraźliwa, i zaleciła ustanowienie środków powstrzymujących jej rozprzestrzenianie. Zarażeni zostali odizolowani w Lazzaretto na Bishop's Island, a ci, którzy mieli z nimi kontakt, zostali poddani kwarantannie. Dom zarażonej rodziny w Żabbar (lub Żejtun wg Tully'ego) spalono wraz z całą zawartością, a miasto otoczono kordonem sanitarnym. Kiedy choroba pojawiła się w innych osadach w Grand Harbour, nałożono na nie podobne ograniczenia przemieszczania się, i dzięki tym środkom udało się powstrzymać epidemię.
Podczas wybuchu epidemii w 1655 kontakt między Maltą a Sycylią był ograniczony z powodu restrykcji nałożonych przez wicekróla Sycylii.

## Wpływ na społeczeństwo
Zaraza spowodowała śmierć 20 osób w ciągu trzech miesięcy.

## Zobacz także
- Epidemie dżumy na Malcie